# 優美館
優美館（ゆうびかん、朝鮮語: 우미관、ウミグァン）は、かつて存在した日本統治時代の朝鮮および大韓民国の映画館である。1912年（大正元年）12月、日本が統治する朝鮮の京城府貫鐡町（現在の大韓民国ソウル特別市鐘路区貫鉄洞）に開館した。京城高等演藝館（のちの世界館あるいは第二大正館、1910年開館）を同館の前身とするのは誤りである。第二次世界大戦終了後は日本人による経営から離れ、1959年には火災のため焼失、仁寺洞に移転していたが、1982年11月30日に閉館した。團成社とともに、大正期の同地に最新のハリウッド映画を紹介した映画館として知られた。

## 沿革
- 1912年12月 - 貫鐡町89番地（鐘路区貫鉄洞89番地）に開館[2]
- 1959年 - 火災のため焼失、仁寺洞262番地に移転[3]
- 1982年11月30日 - 閉館[3]

## データ
- 所在地 : 朝鮮京城府貫鐡町89番地[3][7]
  - 現在の大韓民国ソウル特別市鐘路区貫鉄洞89番地[3]「優美館址」石碑の位置

北緯37度34分12.53秒 東経126度59分12.08秒 / 北緯37.5701472度 東経126.9866889度
- 移転後所在地 : 大韓民国ソウル特別市鐘路区仁寺洞262番地[3]
- 経営 : 
  1. 柴田三代治 [5][6][7]
  2. 林田金次郎 [9][10]
  3. 不明
- 構造 : 木造煉瓦建
- 観客定員数 : 520名（1927年[6] - 1930年[7]） ⇒ 789名（1942年[9]・1943年[10]）

## 概要
1912年（大正元年）12月、日本が統治していた時代の朝鮮の京城府貫鐡町89番地（現在の大韓民国ソウル特別市鐘路区貫鉄洞89番地）に開館した。一部、1910年（明治42年）2月18日に黄金町2丁目（現在の中区乙支路2街）に開館し、のちに世界館、そして第二大正館と改称した京城高等演藝館を同館の前身とする資料が散見されるが、これは誤りであることを映画史研究者の笹川慶子や、漢陽大学校の韓相言が指摘している。優美館は京城府内の北村に位置し、同区域にはほかにも團成社が1907年（明治40年）に先行して開館していたが、いずれも朝鮮人向けの洋画専門館であった。とりわけ優美館は、ハリウッド映画の封切館であり、京城府内の人気スポットの位置を確立していった。1921年（大正10年）に発行された『朝鮮公論』9月号には、團成社とならんで「高級な洋劇」を上映する映画館であり、朝鮮全域においても突出している旨、日本人観客にも高く評価された。
1925年（大正14年）に発行された『日本映画年鑑 大正十三・四年』には館名が記載されているものの詳細の記述はなく、1927年（昭和2年）に発行された『日本映画事業総覧 昭和二年版』によれば、当時の所有者・経営者は柴田三代治、支配人も柴田が兼ねており、興行系統は洋画の自由ブッキングであったが、観客定員数についての記載はない。『日本映画事業総覧 昭和三・四年版』以降、いずれも変化はないが観客定員数は「520名」と記載されている。

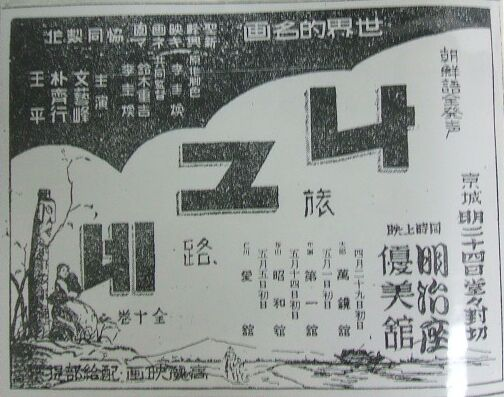
『ナグネ』公開時の広告（毎日新報、1937年4月24日付）。

1937年（昭和12年）4月24日には、聖峰映画閣と新興キネマが合作し、李圭煥と鈴木重吉とが共同監督した朝鮮語による初のトーキー『ナグネ』が、同館で公開されている。朝鮮語版による公開を行った同館とともに、同日、府内の明治座では日本語版が公開されている。トーキー時代となったこの時期、サイレント映画の時代に團成社や高等演藝館の人気主任弁士（活動写真弁士）であった徐相昊（서상호、1889年 - 1937年）が、アヘン中毒患者となった挙句、同年8月12日に同館の洗面所の内部で変死体で発見されるという事件が起きている。
1940年（昭和15年）前後には経営者が林田金次郎の個人経営に変わり、観客定員数は「789名」に増加している。林田は京城府内で雑貨両替商を行っていた人物である。第二次世界大戦が始まり、戦時統制が敷かれ、1942年（昭和17年）、日本におけるすべての映画が同年2月1日に設立された社団法人映画配給社の配給になり、映画館の経営母体にかかわらずすべての映画館が紅系・白系の2系統に組み入れられるが、『映画年鑑 昭和十七年版』には同館の興行系統については記述されていない。
1945年（昭和20年）8月15日、第二次世界大戦が終了し、同年9月8日から1948年8月15日に大韓民国が建国されるまでの間は、在朝鮮アメリカ陸軍司令部軍政庁がこの地域を統治した。正確な時期は不明であるが、韓国民間の手で復興した。終戦翌日の同年8月16日には、のちに国会議員になる金斗漢が高麗共産青年会の結成集会を開いている。1950年代には『風と共に去りぬ』（アメリカ公開1939年12月15日、日本公開1952年9月4日）を上映している。
1959年には、同館は火災のため焼失し、仁寺洞262番地に移転して営業を再開した。移転後は洋画の再上映を行う映画館になり、戦前の第一級館の面影を徐々に失っていった。1982年には、『少林寺王書房』（原題소림사 왕서방、監督チョ・ミョンファ、韓国公開1982年9月3日、日本未公開）や『プライベイトレッスン』（監督アラン・マイヤーソン、アメリカ公開1980年8月26日、韓国公開1982年7月24日、日本公開1981年5月）等を上映したが、同年11月30日、経営困難を理由に閉館、廃業した。建物は解体され、現在は商店街の建物になっている。
もともと同館があった位置には、煉瓦造りの建物が残っており、ウミガンタウンとして飲食店等が入居している。同地には、同館が存在したことを示す石碑が建っている。2002年には、金斗漢を描いたテレビドラマ『野人時代』のために、同館を含むかつての京城の街を再現したオープンセットが建てられ、富川ファンタスティックスタジオとして公開されたが、2011年に閉館した。